# Tomajmonostora
Tomajmonostora è un comune dell'Ungheria di 729 abitanti (dati 2015). È situato nella contea di Jász-Nagykun-Szolnok.